# Wiebe van der Wijk
Wiebe van der Wijk (Harlingen, 16 juli 1982) is een in Friesland opgegroeide en tegenwoordig in Emmeloord woonachtige Nederlandse dammer. Hij is via een schooldamtoernooi in groep 6 met dammen in aanraking gekomen. Hij werd in 1994 Nederlands kampioen bij de pupillen. Hij werd in 1999, 2000 en 2010 Fries kampioen.
Zijn grootste succes boekte hij in 1999 toen hij wereldkampioen bij de junioren werd. Een jaar later eindigde hij in dat kampioenschap op de tweede plaats na een herkamp om de eerste plaats. Hij heeft daarna jarenlang geen wedstrijden meer gespeeld maar kreeg na zijn rentree in de damwereld een keuzeplaats voor deelname aan het wereldkampioenschap 2011 waarvan 10 van de 19 ronden in zijn woonplaats Emmeloord worden gespeeld. Hij eindigde hierbij op de 15e plaats.

## Clubs
Van der Wijk heeft bij de volgende clubs gedamt.
- Excelsior Harlingen
- Heerenveen
- DC Rinsumageest
- DC Emmeloord
- Tamek Damkring N.W.Overijssel - Marknesse
- Urk aan zet